# ハシュノック人
ハシュノック人（英: Husnock）は、アメリカのSFテレビドラマ、『スタートレック』シリーズの『新スタートレック』に登場する架空の異星人。登場は第51話『愛しき人の為に』。
ハシュノック人は、『新スタートレック』に名前のみで登場する。登場時には、すでにダウド人の恐るべきパワーにより、種族全体が滅ぼされていた。その数は500億人に上ると言う。
彼らを滅ぼしたダウド人によれば、非常に高い知能を持つ一方、殺戮と破壊にしか興味のない残忍な種族である。その残忍さを証明するが如く、襲撃された連邦の植民惑星デルタ・ラナ4号星は、跡形もなく焼き尽くされていた。この破壊活動の最中、妻を殺されたダウド人は、怒りのあまり我を見失い、一瞬の内にハシュノック人を滅ぼしたのである。
ジャン＝リュック・ピカード艦長指揮下のU.S.S.エンタープライズDが救助に訪れた際、彼らを追い払うために、ダウド人がハシュノック人の戦艦を再現させている。エンタープライズを上回る大きさを持つ巨大な戦艦で、強力な粒子ビーム兵器やエンタープライズの攻撃を寄せ付けない防御システムなど、高度な機能を備えており、ハシュノック人の知能の高さと攻撃的な性格をうかがわせる。